# Белоброва, Лариса Дмитриевна
Лари́са Дми́триевна Белобро́ва (род. 25 апреля 1965, Арсеньев, Приморский край) — российская актриса театра и кино, общественный деятель. Заслуженная артистка России (2002). Экс первая леди Приморского края. Ведущая актриса Приморского академического краевого драматического театра имени Горького (до 2012 года).
Супруга российского политика и предпринимателя Сергея Дарькина. Одна из самых популярных жен российских политиков и самых богатых особ России. Главный акционер — владелец контрольного пакета акций Акционерного коммерческого банка «Приморье» (54 % акций).
Входит в список наиболее богатых женщин России по версии журнала «Форбс» - в 2014 году 9 место, в 2015 - 17, в 2018 - 14, в 2019 - 18, в 2020 - 19, в 2021 - 21.

## Биография
Родилась в городе Арсеньев Приморского края. Предки по отцовской линии были родом из Ростовской области, переехали в Приморье после отмены крепостного права. Школьные годы прошли в г. Арсеньеве. Родители по 40 лет отработали на местном авиазаводе «Прогресс». Отец инженером-конструктором, мать мастером. В школьные годы Белоброва училась в музыкальной школе, активно участвовала в художественной самодеятельности, пела в городском вокально-инструментальном ансамбле «Магеллан». Своими кумирами считала группу ABBA, Алена Делона и Мэрилин Монро.
Когда Лариса училась в 4-м классе, в их городе снимался художественный фильм Акира Куросавы «Дерсу Узала», и у будущей актрисы состоялась встреча с Юрием Соломиным, которая, возможно и предопределила её дальнейший жизненный путь.
В театральный институт поступила со второго раза, в перерыве между поступлениями работала курьером в одном из цехов Дальзавода в г. Владивостоке.
В 1987 году окончила театральный факультет Дальневосточного государственного института искусств по специальности «Актриса театра и кино».
С 1987 по настоящее время — актриса Приморского Академического краевого драматического театра им. М. Горького.
Впервые вышла замуж в студенческие годы, первый муж, отец её старшей дочери, был милиционером.
Была женой владивостокского бизнесмена Игоря Карпова («Карп»), который был убит 1 мая 1998 года, после чего вышла замуж за предпринимателя С. М. Дарькина, ставшего впоследствии губернатором Приморского края, который занимал этот пост с 17 июня 2001 по 28 февраля 2012 года.
Доход Белобровой за 2009 год составил 540,6 млн рублей. Источником дохода являются банковские вклады и акции банка «Приморье», переданные ей Дарькиным.
Имеет двух дочерей: Светлану и Ярославу, а также падчерицу Анну.

### Общественная деятельность
- Была членом Общественной палаты Российской Федерации.
- Член попечительского совета Православной гимназии г. Владивостока.
- Член правления Приморского отделения Общероссийского благотворительного фонда «Российский детский фонд».
- Член межведомственной комиссии при губернаторе Приморского края по вопросам семейного устройства детей-сирот и детей, оставшихся без попечения родителей.
- Президент культурно-просветительской общественной организации «Альянс Франсез — Владивосток».
- Председатель наблюдательного совета приморской краевой общественной организации «Федерация парусного спорта».
- Является идейным вдохновителем и одним из постоянных организаторов международного кинофестиваля в г. Владивостоке «Меридианы Тихого».
- Член Совета по развитию международного сотрудничества города Владивостока.
- Член Совета по противодействию алкогольной угрозе при губернаторе Приморского края

## Работа в кино
- «Сыщики-2» — Маргарита (2003 г.)
- «Сыщики-4» — Кристина Жемчугова (2005 г.)
- «Следы на песке» — Любовь Александровна Клочкова (Люба Воробьёва), актриса, жена Клочкова, главная роль (2009 г.)
- «Криминальный блюз» — Лана (2013 г.)

## Работа в театре

### Сыгранные роли
- Женя Подсекальникова — «Самоубийца» (Н. Эрдмана);
- Рыбачка — «Биндюжник и король» (И. Бабеля);
- Луиза Миллер — «Коварство и любовь» (Ф. Шиллера);
- Нэнси — «Гуд бай и аминь» (Ч. Диккенса);
- Офелия — «Гамлет» (В. Шекспира);
- Маргарита — «Мастер и Маргарита» (М. Булгакова);
- Жюльетта — «Школа неплательщиков» (Луи Вернейль[фр.], Жорж Берр[фр.]);
- Элиза Дулиттл — «Моя прекрасная леди» (Ф. Лоу);
- Эдит Пиаф — «Моя соперница — смерть» (А. Бугреева);
- Атуева — «Свадьба Кречинского» (А. Сухово-Кобылина);
- Шугар — «В джазе только девушки» (Дж. Стайн, П. Стоун);
- Вера — «Рядовые» (А. Дударева);
- Беатриче — «Мафиози» (М. Новак, В. Станилов, Ю. Юрченко).

### Роли текущего репертуара
- Бабакина — «Иванов»
- Цейтл — «Поминальная молитва»
- Катарина — «Укрощение строптивой»
- Джейн Уорзингтон — «№ 13 или безумная ночь»
- Мэри Смит — «Слишком женатый таксист»
- Маша — «Три сестры»
- Дарья — «Жена любовница сиделка»
- Маруська — «Биндюжник и Король»
- Керилашвили — «С любимыми не расставайтесь»
- Великая княжна Татьяна Петровна — «TOVARICH»

## Награды и звания
- Заслуженная артистка России (2002)
- Знак отличия «За заслуги перед Владивостоком» 2-й степени[10].
- Имеет многочисленные благодарности от руководства Приморского академического театра им. М. Горького за профессиональный труд.
- Награждена почётной грамотой Администрации Приморского края за многолетний добросовестный труд и личный вклад в развитие театрального искусства в Приморском крае (1997 г.).
- Удостоена благодарности губернатора Приморского края за многолетнюю плодотворную творческую деятельность и создание ярких художественных образов (2008 г.).

## Декларированный годовой доход
- 2009 год — 540 589 162,03 руб.[11]
- 2010 год — 1 072 992 892,61 руб.[12]